# Liste der Nummer-eins-R&B-Alben in den USA (1971)
Dies ist eine Liste der Nummer-eins-Alben in den von Billboard ermittelten Verkaufscharts für R&B-Alben in den USA im Jahr 1971. In diesem Jahr gab es sieben Nummer-eins-Alben.
| ← 1970 ← | Liste der Nummer-eins-R&B-Alben in den USA | Liste der Nummer-eins-R&B-Alben in den USA | Liste der Nummer-eins-R&B-Alben in den USA | 1972 →                    |
| \| Zeitraum \| Wo. ges. \| Interpret \| Titel \| Zusätzliche Informationen \| \| (Zeitraum, Wochen auf Platz eins, Interpret, Titel, zusätzliche Informationen) \| \| \| \| \| \| ------------------------------------------------------------------------------ \| -------- \| --------------- \| ------------------------------- \| ------------------------- \| \| 26. Dezember 1970 – 5. Februar 1971 6 Wochen (insgesamt 6) \| 6 \| Isaac Hayes \| … To Be Continued[1] \| - \| \| 6. Februar 1971 – 19. Februar 1971 2 Wochen (insgesamt 2) \| 2 \| Curtis Mayfield \| Curtis[2] \| - \| \| 20. Februar 1971 – 12. März 1971 3 Wochen (insgesamt 9) \| 9 \| Isaac Hayes \| … To Be Continued \| - \| \| 13. März 1971 – 26. März 1971 2 Wochen (insgesamt 4) \| 4 \| Curtis Mayfield \| Curtis \| - \| \| 27. März 1971 – 9. April 1971 2 Wochen (insgesamt 11) \| 11 \| Isaac Hayes \| … To Be Continued \| - \| \| 10. April 1971 – 30. April 1971 3 Wochen (insgesamt 3) \| 3 \| B. B. King \| Live in Cook County Jail[3] \| - \| \| 1. Mai 1971 – 7. Mai 1971 1 Woche (insgesamt 5) \| 5 \| Curtis Mayfield \| Curtis \| - \| \| 8. Mai 1971 – 18. Juni 1971 6 Wochen (insgesamt 6) \| 6 \| The Jackson 5 \| Maybe Tomorrow[4] \| - \| \| 19. Juni 1971 – 23. Juli 1971 5 Wochen (insgesamt 5) \| 5 \| Aretha Franklin \| Aretha Live at Fillmore West[5] \| - \| \| 24. Juli 1971 – 24. September 1971 9 Wochen (insgesamt 9) \| 9 \| Marvin Gaye \| What’s Going On[6] \| - \| \| 25. September 1971 – 31. Dezember 1971 14 Wochen (insgesamt 14) \| 14 \| Isaac Hayes \| Shaft[7] \| - \| |                                            |                                            |                                            |                           |
| ← 1970 |                                            |                                            |                                            | → 1972 →                  |
| Zeitraum | Wo. ges.                                   | Interpret                                  | Titel                                      | Zusätzliche Informationen |
| (Zeitraum, Wochen auf Platz eins, Interpret, Titel, zusätzliche Informationen) |                                            |                                            |                                            |                           |
| 26. Dezember 1970 – 5. Februar 1971 6 Wochen (insgesamt 6) | 6                                          | Isaac Hayes                                | … To Be Continued                          | -                         |
| 6. Februar 1971 – 19. Februar 1971 2 Wochen (insgesamt 2) | 2                                          | Curtis Mayfield                            | Curtis                                     | -                         |
| 20. Februar 1971 – 12. März 1971 3 Wochen (insgesamt 9) | 9                                          | Isaac Hayes                                | … To Be Continued                          | -                         |
| 13. März 1971 – 26. März 1971 2 Wochen (insgesamt 4) | 4                                          | Curtis Mayfield                            | Curtis                                     | -                         |
| 27. März 1971 – 9. April 1971 2 Wochen (insgesamt 11) | 11                                         | Isaac Hayes                                | … To Be Continued                          | -                         |
| 10. April 1971 – 30. April 1971 3 Wochen (insgesamt 3) | 3                                          | B. B. King                                 | Live in Cook County Jail                   | -                         |
| 1. Mai 1971 – 7. Mai 1971 1 Woche (insgesamt 5) | 5                                          | Curtis Mayfield                            | Curtis                                     | -                         |
| 8. Mai 1971 – 18. Juni 1971 6 Wochen (insgesamt 6) | 6                                          | The Jackson 5                              | Maybe Tomorrow                             | -                         |
| 19. Juni 1971 – 23. Juli 1971 5 Wochen (insgesamt 5) | 5                                          | Aretha Franklin                            | Aretha Live at Fillmore West               | -                         |
| 24. Juli 1971 – 24. September 1971 9 Wochen (insgesamt 9) | 9                                          | Marvin Gaye                                | What’s Going On                            | -                         |
| 25. September 1971 – 31. Dezember 1971 14 Wochen (insgesamt 14) | 14                                         | Isaac Hayes                                | Shaft                                      | -                         |